# Île aux Chevaux (Morbihan)
Die Île aux Chevaux (deutsch Pferdeinsel) ist eine zur Gemeinde Île d’Houat gehörende Insel im Département Morbihan in der Bretagne in Frankreich. Ihr alter Name ist Melvan. Sie liegt etwa 2,0 km südlich der Île d’Houat, 5,0 km westlich der Île d’Hœdic und 8,0 km nordöstlich der Belle-Île-en-Mer.
Die 400 m lange und 250 m breite mit Gras bewachsene, flache Insel wurde früher wechselweise von den Bewohnern von Houat und Hœdic als Pferdeweide genutzt. Die unbewohnte Insel ist im Besitz des Conservatoire du Littoral.